# (6473) Winkler
(6473) Winkler est un astéroïde de la ceinture principale.

## Description
(6473) Winkler est un astéroïde de la ceinture principale. Il fut découvert le 9 avril 1986 à la station Anderson Mesa par Edward L. G. Bowell. Il présente une orbite caractérisée par un demi-grand axe de 2,68 UA, une excentricité de 0,13 et une inclinaison de 7,5° par rapport à l'écliptique.

## Compléments